# Charles du Plessis d'Argentré
Charles du Plessis d'Argentré (castello di Le Plessis, 16 maggio 1673 – Tulle, 27 ottobre 1740) è stato un vescovo cattolico francese.
Elemosiniere reale dal 1709, fu vescovo di Tulle dal 1725 al 1740. Partecipò a varie controversie teologiche.

## Genealogia episcopale
La genealogia episcopale è:
- Cardinale Ottone di Waldburg
- Vescovo Cristoforo Scotti
- Vescovo Jean de Tulles
- Vescovo Antoine de Cros
- Vescovo Louis-François de La Baume de Suze
- Vescovo Charles-Antoine de la Garde de Chambonas
- Arcivescovo Henri de Nesmond
- Vescovo Charles du Plessis d'Argentré